# (11943) Davidhartley
(11943) Davidhartley (1993 OF9) – planetoida z grupy pasa głównego asteroid okrążająca Słońce w ciągu 5,25 lat w średniej odległości 3,02 j.a. Odkryta 20 lipca 1993 roku.